# Walentyna Sytnicka
Walentyna Sytnicka (ur. 28 stycznia 1985 w Dowbyszu)  – działaczka polonijna ze Wschodniego Wołynia, od 2009 redaktor naczelna Gazety Polskiej. 

## Życiorys
W 2008 ukończyła studia z zakresu psychologii w Państwowym Uniwersytecie im. I. Franki w Żytomierzu. Od 2004 pracowała jako wolontariusz w Polskim Towarzystwie Naukowym w Żytyomierzu. W maju 2009 decyzją zarządu Towarzystwa została wyznaczona nowym redaktorem naczelnym Gazety Polskiej. 